# 菲利普斯堡 (堪薩斯州)
菲利普斯堡（英語：Phillipsburg）是一個位於美國堪薩斯州菲利普斯縣的城市。同時該地也是菲利普斯縣的縣治。

## 地方資料
菲利普斯堡的座標為39°45′19″N 99°19′20″W / 39.75528°N 99.32222°W，而該地的海拔高度為523米（即1946英尺）。根據2010年美國人口普查，該地共人口2337人，而該地的面積約為4.39平方千米。